# Raymond Pierre (athlétisme)
Raymond Pierre (né le 19 septembre 1967) est un athlète américain, spécialiste du 400 mètres.

## Biographie
Il s'adjuge les titres du 400 m et du relais 4 × 400 m des Jeux panaméricains de 1987, à Indianapolis.
En 1991, Raymond Pierre remporte la médaille d'argent du relais 4 × 400 m lors des Championnats du monde en salle 1991, à Séville, en compagnie de Chip Jenkins, Andrew Valmon et Antonio McKay. 

### Palmarès
| Date | Compétition                    | Lieu         | Résultat | Épreuve   |
| ---- | ------------------------------ | ------------ | -------- | --------- |
| 1987 | Jeux panaméricains             | Indianapolis | 1er      | 400 m     |
| 1987 | Jeux panaméricains             | Indianapolis | 1er      | 4 × 400 m |
| 1989 | Coupe du monde des nations     | Barcelone    | 2e       | 4 × 400 m |
| 1991 | Championnats du monde en salle | Séville      | 2e       | 4 × 400 m |

### Records
| Épreuve | Épreuve   | Performance | Lieu  | Date        |
| ------- | --------- | ----------- | ----- | ----------- |
| 400 m   | Plein air | 44 s 59     | Provo | 2 juin 1989 |
| 400 m   | Salle     |             |       |             |